# Burdur (tartomány)
Burdur tartomány Törökország délnyugati részén található, délen Muğla és Antalya, nyugaton Denizli, északon Afyonkarahisar, keleten Isparta határolja. Székhelye Burdur városa.
A tartomány az ország úgynevezett „tavak régiójában” található, a legnagyobb tavai a Burdur-tó és a Salda-tó.

## Körzetek
Burdur tartománynak tizenegy körzete (ilcse) van:
- Ağlasun
- Altınyayla
- Bucak
- Burdur
- Çavdır
- Çeltikçi
- Gölhisar
- Karamanlı, Burdur
- Kemer
- Tefenni
- Yeşilova